# George Matei Cantacuzino
George Matei Cantacuzino (Viena, 23 de mayo de 1899-Iași, 1 de noviembre de 1960) fue un arquitecto, pintor y escritor rumano, de estilo racionalista. 

## Trayectoria
Estudió en la École des Beaux-Arts de París (1920-1929). Compaginó su obra arquitectónica con la teoría y la crítica, siendo defensor de la arquitectura clásica, para la que reservaba un papel preponderante en el siglo XX. Tradujo a Vitruvio al rumano y escribió un ensayo sobre Andrea Palladio.
Su primera obra relevante fue el Banco Chrissoveloni en Bucarest (1923-1928), inspirado en la arquitectura italiana.
Hacia 1930 evolucionó hacia el racionalismo de moda en Europa. Construyó en ese estilo varias villas y hoteles en Eforia y Mamaia, a orillas del mar Negro (1929-1935), así como la fábrica aeronáutica IAR en Brașov (1935).
Entre 1939 y 1947 fue director de la revista Simetría, que defendía una síntesis entre el funcionalismo racionalista y la tradición local. En esa línea construyó el pabellón de Rumanía de la World's Fair de Nueva York (1939) y el edificio Gazalectra en Bucarest (1945). También construyó varias iglesias y restauró diversos monumentos antiguos. Como urbanista contribuyó también al plan de desarrollo urbano de Bucarest (1935).